# Geopark Thüringen Inselsberg – Drei Gleichen

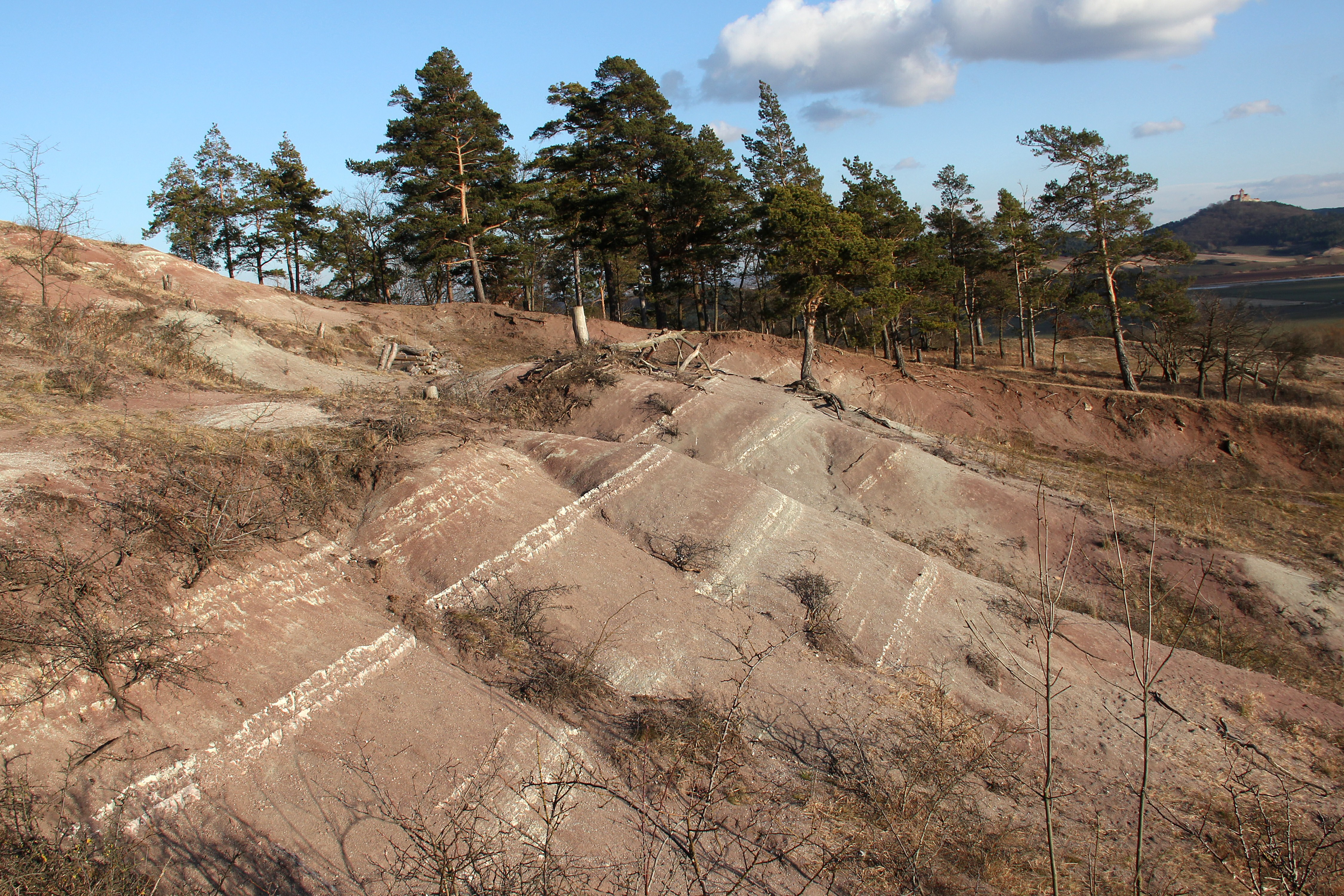
Badlands unterhalb der Burg Gleichen mit Blick zur Wachsenburg

Der GeoPark Thüringen Inselsberg – Drei Gleichen ist ein Geopark in Thüringen. Er umfasst auf einer Fläche von rund 725 km² Teile des Thüringer Waldes und der südlichen Ausläufer des Thüringer Beckens. Dabei berührt er das Gebiet von 18 Gemeinden (7 davon sind Städte). Am 15. Februar 2008 wurde dem Geopark Inselsberg – Drei Gleichen der Titel „Nationale GeoParks in Deutschland“ verliehen; am 21. April 2021 hat die UNESCO den Geopark zum UNESCO Global Geopark ernannt.

## Lage und Beschreibung
Der GeoPark Inselsberg – Drei Gleichen umfasst den westlichen Teil des Thüringer Waldes mit seinem nördlichen Vorland als Übergangsgebiet vom Mittelgebirge zu den flachwelligen Ackerebenen des Thüringer Beckens. Er wird durch mehrere Städte begrenzt, im Osten durch Erfurt und Arnstadt, im Norden durch Gotha, im Süden durch Oberhof und Schmalkalden sowie im Westen durch Eisenach und Bad Salzungen. Hauptwander- und Radwege wie der Rennsteig, der ehemalige Thüringenweg und die Thüringer Städtekette (Teil eines europäischen Radwanderweges) führen durch das Gebiet des Geoparks.
Namensgebend für den Geopark ist zum einen der Inselsberg (916 m über NN) im Thüringer Wald. Zum anderen erhielt der Geopark seinen Namen durch das Burgenensemble der „Drei Gleichen“, gebildet aus den mittelalterlichen Burgen Mühlburg, Wachsenburg und Gleichen, die in unmittelbarer Nähe zueinander stehen.
Das Gebiet des Geoparks schließt in seinem östlichen Bereich den größten Teil des Standortübungsplatzes Ohrdruf ein, d. h. eine Fläche, die von der Öffentlichkeit nicht betreten werden darf.

## Geologie
Der Geopark gliedert sich in drei naturräumliche Einheiten: den westlichen Thüringer Wald (Inselsberg-Region), einen repräsentativen Teil des südwestlichen Thüringer Beckens (Drei-Gleichen-Region) und einen kleinen Teil der Südwestthüringer Triaslandschaft. In der Inselsberg-Region sind alle im gesamten Thüringer Wald vertretenen Gesteine vom Ruhlaer Kristallin bis zum Rotliegend vertreten. Das Landschaftsbild wird von den verwitterungsresistenteren Rhyolithkuppen bestimmt, die von tief eingeschnittenen Tälern in weicheren Gesteinsarten begrenzt werden. Die metamorphen und magmatischen Gesteine bauen das Grundgebirge auf, welches während der Variszischen Orogenese entstand.
Darauf folgen die Gesteine des Übergangsstockwerkes aus der Zeit des Rotliegends. Diese überwiegend rötlichen Sedimentgesteine sind der verfestigte Abtragungsschutt des Variszischen Gebirges. Die bedeutende Ursaurierfundstelle Bromacker findet sich in diesen Sedimenten. Hier wurden erstmals Fußspuren sowie die Skelette ihrer Erzeuger in der gleichen Fundstelle ausgegraben, was weltweit einzigartig ist. In der Zeit des Unteren Rotliegend kam es im heutigen Geopark-Gebiet zu intensiven vulkanischen Aktivitäten. Aus diesen Gesteinen ist z. B. der Große Inselsberg aufgebaut. In der Zechsteinzeit wurde die Region mehrfach vom vordringenden Meer geflutet. Davon zeugt die aufgeschlossene Zechsteindiskordanz Auwallenburg, wo Plattendolomit auf älterem Glimmerschiefer abgelagert wurde. Der Zechstein umschließt den Thüringer Wald im Nordosten und Südwesten bandartig.
Das Gebiet der Drei Gleichen bildet einen Teil der von Nordwest nach Südost verlaufenden Eichenberg–Gotha–Saalfelder Störungszone. Ein Teilbereich davon ist der Wachsenburg-Graben. Hier werden auf eng begrenztem Raum die Schichtenfolgen des Muschelkalks bis zum Lias lückenlos aufgeschlossen. In Talbereichen werden sie von den pleistozänen Ablagerungen des Flusses Apfelstädt überdeckt. Reliefbildend in dieser Region sind auch Erdfälle (Dolinen) und lokale subrosionsbedingte Senkungsgebiete. Im Bereich des Wachsenburg-Grabens gibt es mehrere artesische Quellen, so genannte Springe, aus denen Karstgrundwasser zu Tage tritt. Dazu gehören der Mühlberger Spring, der Gräfenbrunnen sowie die Salzquelle bei Sülzenbrücken.
Der Gottlob bei Friedrichroda gilt als Typlokalität für vier Minerale (Stand 2024): Crednerit, Vésigniéit, Wakefieldit-(La) und der nach der Typlokalität benannte Gottlobit. Das letztgenannte Mineral wurde zudem bisher nur an diesem Fundort entdeckt.

## Thema des Geoparks

Übersichtskarte des Geoparks

Der UNESCO Global GeoPark Thüringen Inselsberg – Drei Gleichen steht unter dem Motto „Auf den Spuren von Pangäa“. Die Gesteine und geologischen Aufschlüsse im Geopark bezeugen die Entstehung des Superkontinentes Pangäa und seiner Entwicklung von den Anfängen bis zu seinem Zerfall.
Vor 340 Millionen Jahren verbanden sich der nördliche Großkontinent Old Red Kontinent, und der Südkontinent Gondwana zum weltumspannenden Riesenkontinent Pangäa. Die gewaltige geologische „Schweißnaht“ dieser Verbindung bildet das Gestein des Ruhlaer Kristallin. Es ist das älteste Gestein im Geopark und bezeugt eindrucksvoll die Entstehung Pangäas.
Die jüngeren Schichten des Übergangsstockwerkes und des Tafeldeckgebirges entstanden im Zentrum des Riesenkontinents. Jede Schichtfläche vom Oberen Karbon (vor 310 Millionen Jahren) bis zu den jüngsten Abschnitten des Tafeldeckgebirges, den ca. 190 Millionen Jahre alten Schichten des Unteren Jura, stellt den Abdruck der Oberfläche Pangäas dar. Jedes Lebewesen, dessen Überreste oder Spuren man heute als Fossil auf den Schichtflächen findet, war ein Bewohner von Pangäa. Das gilt für ein baumhohes Farngewächs der Rotliegendzeit ebenso wie für einen Ceratit (mariner Kopffüßer) aus dem Meer des Oberen Muschelkalkes. Vor circa 150 Millionen Jahren brach der Atlantische Ozean zwischen Europa und Nordamerika auf und der endgültige Zerfall von Pangäa begann. Im Keuper gibt es eine markante Schichtlücke, die dieses Aufbrechen zeigt.
Die vielen geologischen Objekte im Thüringer Geopark Inselsberg – Drei Gleichen haben also eine Gemeinsamkeit: Sie stellen alle den Abdruck einer Landoberfläche „Mitten in Pangäa“ dar.

## Forschungsprojekte
Im Rahmen des Bromacker-Projekts finden jährlich von 2021 bis 2025 in der berühmten Ursaurierfundstelle Bromacker zwischen Georgenthal und Tambach-Dietharz Ausgrabungen statt. Dabei kommt die Lebenswelt von vor etwa 290 Millionen Jahren aus der Zeit des Perms zutage, bisher wurden mehrere Tierarten identifiziert. Sie gehören verschiedenen taxonomischen Gruppen an, werden aber als „Ursaurier“ zusammengefasst. Das BMBF-geförderte Projekt widmet sich der Wissenschaftskommunikation. Die Projektpartner des Geoparks sind das Museums für Naturkunde Berlin, die Friedrich-Schiller-Universität Jena und die Stiftung Schloss Friedenstein Gotha.
Mit dem griechischen Chelmos-Vouraikos UNESCO Global Geopark sowie der Universität Patras besteht seit 2021 eine Kooperation. Diese bezieht sich auf die Erforschung sowie Untersuchung von in Höhlen lebenden Ostrakoden in den beiden Geoparks. Dafür wurden in verschiedenen Höhlen Sedimentproben genommen, mikroskopisch untersucht und ausgewertet. Unterstützt wird das Projekt vom Deutschen Akademischen Austauschdienst (DAAD) und der Griechischen Staatlichen Stipendienstiftung I.K.Y. Ίδρυμα Κρατικών Υποτροφιών.

## Bedeutende Geotope und Schauobjekte
Wichtigstes Inventar des Geoparks sind die Geotope. Sie gewähren Einblicke in den inneren Aufbau und die Entwicklungsgeschichte der Erde. Einige Geotope aus dem Geopark Inselsberg – Drei Gleichen sind hier aufgelistet:
- Ursaurierfundstätte „Bromacker“ bei Tambach-Dietharz

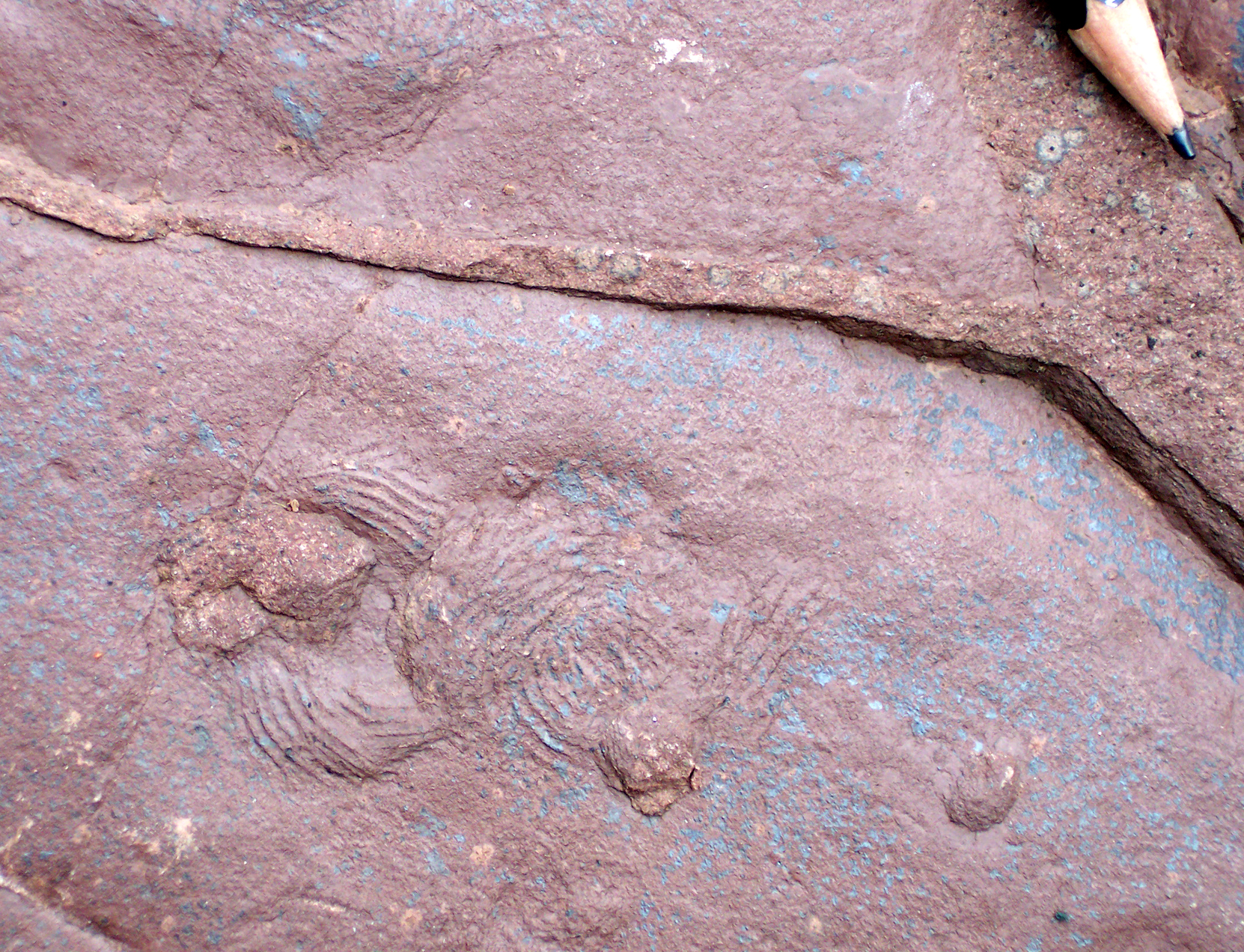
Spurenfossilien vom Bromacker: Tambia spiralis und im Hintergrund ist ein Trockenriss zu sehen

Die Steinbrüche am Bromacker bei Tambach-Dietharz gehören zu den weltweit bedeutendsten Fundstellen früher landlebender Wirbeltiere, in Europa ist die Fundstelle einzigartig. Vor rund 30 Jahren wurden erste Knochen dieser sogenannten „Ursaurier“ gefunden, die eine Übergangsform von Amphibien zu Reptilien darstellen.
- Mühlberger Spring

Der Mühlberger Spring ist eine der bedeutendsten Karstquellen im zentralen Teil des Thüringer Beckens. Die Quelle speist den Weidbach, der früher bis zu sechs Mühlen antrieb. Seit Jahrhunderten ist diese die Grundlage der Wasserversorgung in dem Gebiet und bildete auch die Grundlage für die Besiedlung der Region.
- Schottergrube Haarhausen

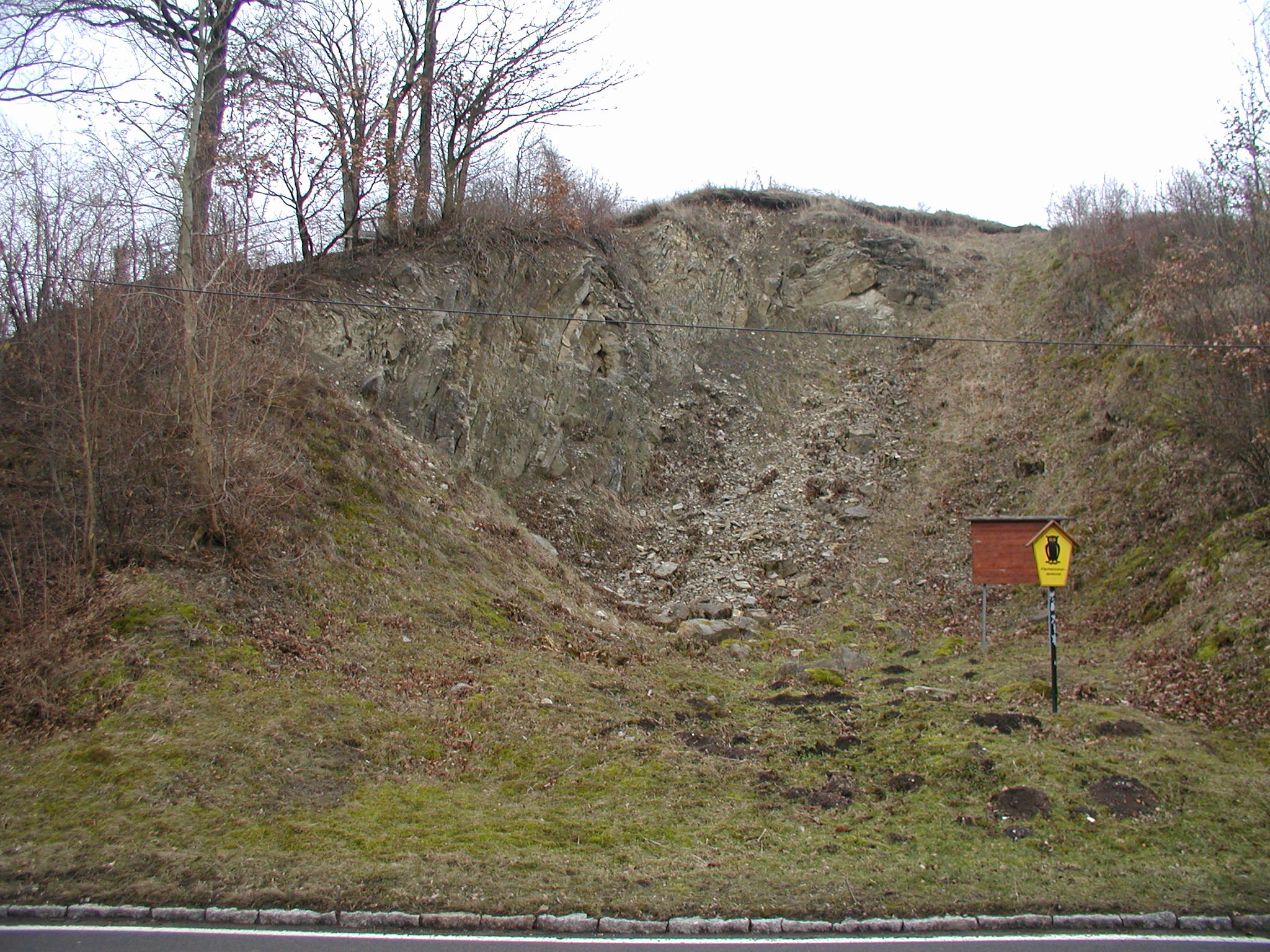
Die Schottergrube in Haarhausen

Der stillgelegte Steinbruch am Südrand von Haarhausen zeigt einen Ausschnitt des Wachsenburggrabens, der ein Teil der Eichenberg-Gotha-Arnstadt-Saalfelder Störungszone ist. Hier kann man eindrücklich sehen, wie die ursprünglich horizontalen Gesteinsschichten während der Gebirgsbildung gefaltet werden.
- Trusetaler Wasserfall und Trusetaler Hauptgang

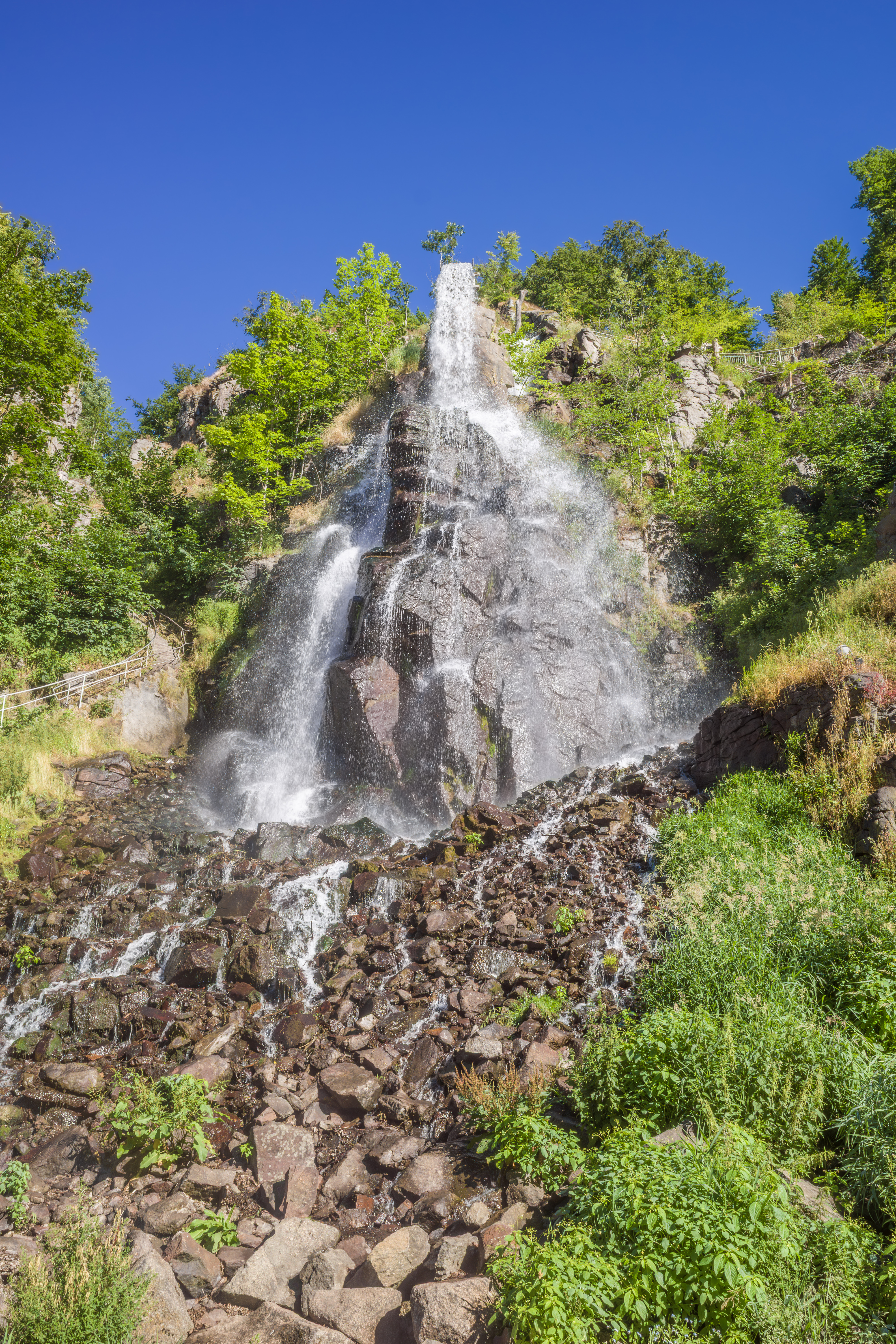
Trusetaler Wasserfall

Der künstliche Trusetaler Wasserfall diente der Entwässerung des Trusetaler Bergbaureviers. Er hat eine Fallhöhe von 58 m. Die Felsen um den Trusetaler Wasserfall sind ein hervorragendes Beispiel für die sogenannte „Wollsack-Verwitterung“ von Granitgestein. Der Granit in diesem Gebiet wird durchschnitten von einem gemischten Gang aus Syenitporphyr und Kersantit. Da der Gang oberflächlich abgebaut wurde, ist er heute nur noch als offene Spalte zu erkennen.
- Backofenlöcher

Die Backofenlöcher bei Bad Tabarz sind drei parallele Höhlen im vulkanischen Gestein (Rhyolith), deren Entstehung bisher noch ungeklärt ist. Einerseits könnten es Lavatunnel sein, die bisher aber nur in jungem Basaltgestein bekannt sind. Andererseits könnten die Röhren durch Wassererosion entstanden sind; für solch einen Pseudokarst wäre die Form allerdings sehr unüblich. Wenn einer der beiden Theorien sich bewahrheitet, wäre das weltweit einzigartig.
- Marienglashöhle Friedrichroda

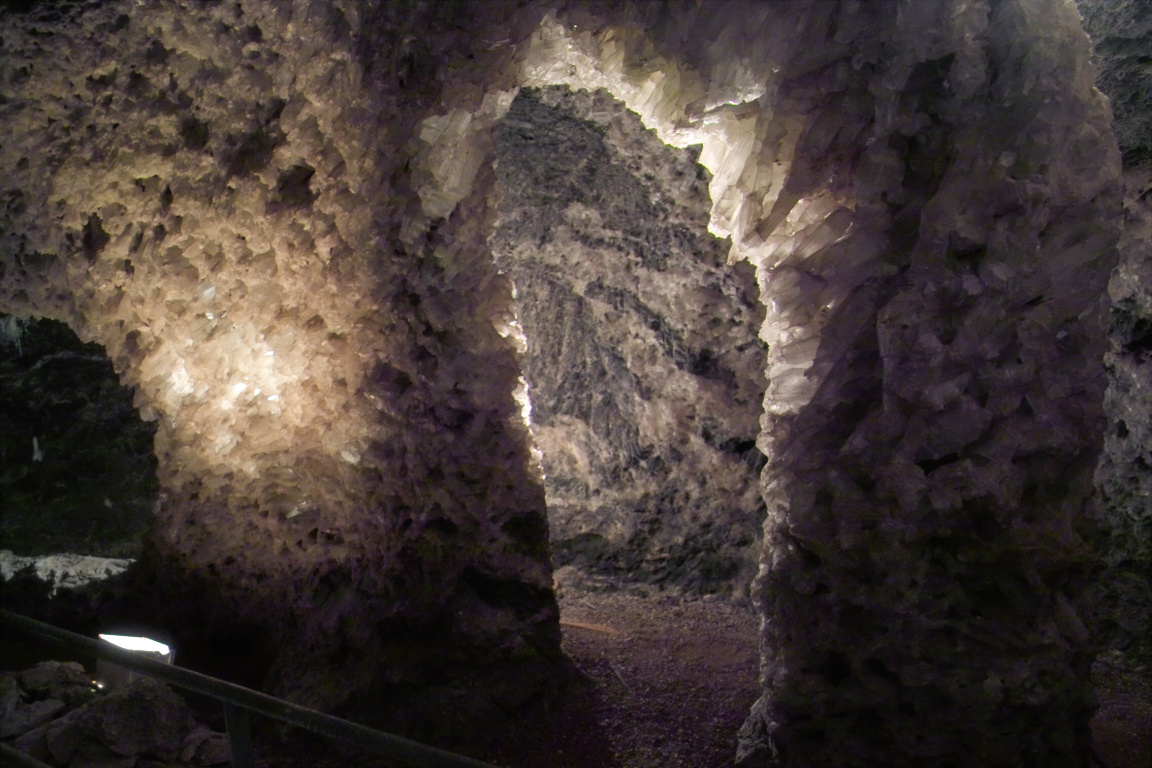
Blick in die Marienglashöhle Friedrichroda

Die Marienglashöhle ist ein Schaubergwerk mit einer natürlichen Kristallgrotte, die 1778 zufällig von Bergarbeitern entdeckt wurde. Früher wurde hier Marienglas abgebaut und für die Ausschmückung von Altären, Kronleuchtern und Marienbildern verwendet, was dem Mineral auch den Namen gab. Marienglas ist eine Varietät von Gips. Die Grotte stellt ein in Deutschland einmaliges Naturdenkmal dar.
- Altensteiner Höhle

Die Altensteiner Höhle in Schweina ist die längste und älteste Schauhöhle Thüringens. Sie wurde 1799 zufällig entdeckt und in die in dieser Zeit entstehenden Altensteiner Parkanlage integriert. Sie bietet einen einzigartigen Aufschluss eines 258 Millionen Jahre alten Riffs. Die Höhle ist auch unter Höhlenkundlern bekannt, denn hier wurden die ersten umfassenden anatomischen Studien des Höhlenbären durchgeführt.
- Altensteiner Park

Die Schloss- und Landschaftsgartenanlage Altenstein ist weit über die Grenzen Thüringens bekannt. Georg I. von Sachsen-Meiningen ließ die Anlage mitsamt einem Schloss zwischen 1798 und 1803 als Sommerresidenz errichten. In die Parkanlage wurden geologische Elemente, wie auffällige Felsformationen und die Altensteiner Höhle, miteinbezogen. Damit wollte der Herrscher sein Interesse an der Wissenschaft zeigen, vor allem an der gerade entstandenen modernen Geologie.
- Aufschluss am Hohlweg bei Schmerbach

Das Gesteinsprofil am Hohlweg bei Schmerbach zeigt einen basalen Zechsteinaufschluss mit einem sehr ungewöhnlichen Fossilinhalt. Die Fauna im Kupferschiefer beinhaltet beispielsweise sehr viele Bodenlebewesen, die in diesem sauerstoffarmen Milieu normalerweise nicht existieren. Sie sind ein Beweis für Riffbildungen und somit für eine frühere Entstehung des Kupferschiefers.
- Bergarbeitersiedlung Catterfeld

Im nördlichen Ortsteil von Catterfeld sind noch vier einstöckige Häuser einer ehemaligen Bergarbeitersiedlung vorhanden. Die Grundstücke sind kaum größer als die Hausfläche. Die Häuser stammen aus der Zeit des Kobaltabbaus im 18. Jahrhundert. Am nahegelegenen Ziegelberg wurde damals für die Blaufarbenwerke dieser Rohstoff abgebaut.

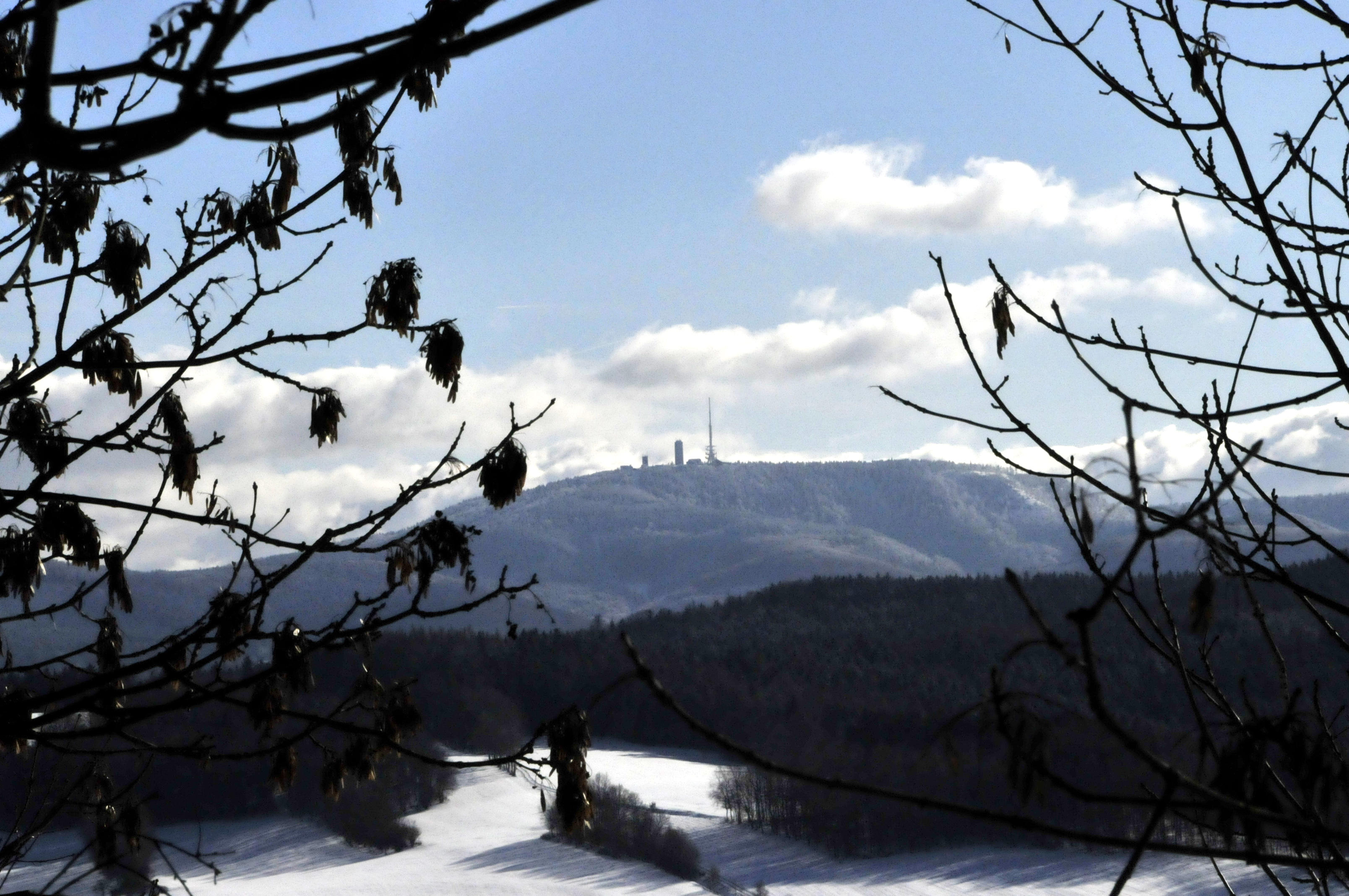
Blick auf den Großen Inselsberg im Winter

- Großer Inselsberg

Mit 916,5 m über NN ist der Große Inselsberg zwar nur der vierthöchste Berg Thüringens, aber zugleich auch der bekannteste Gipfel. Er überragt sein Vorland um 100 m und ist weithin sichtbar. Der Inselsberg bildete früher eine vulkanische Sonderform: eine sogenannte Staukuppe mit sehr zähflüssiger Lava, die nie über den Rand des Schlotes hinauslief.
- Bergsee an der Ebertswiese

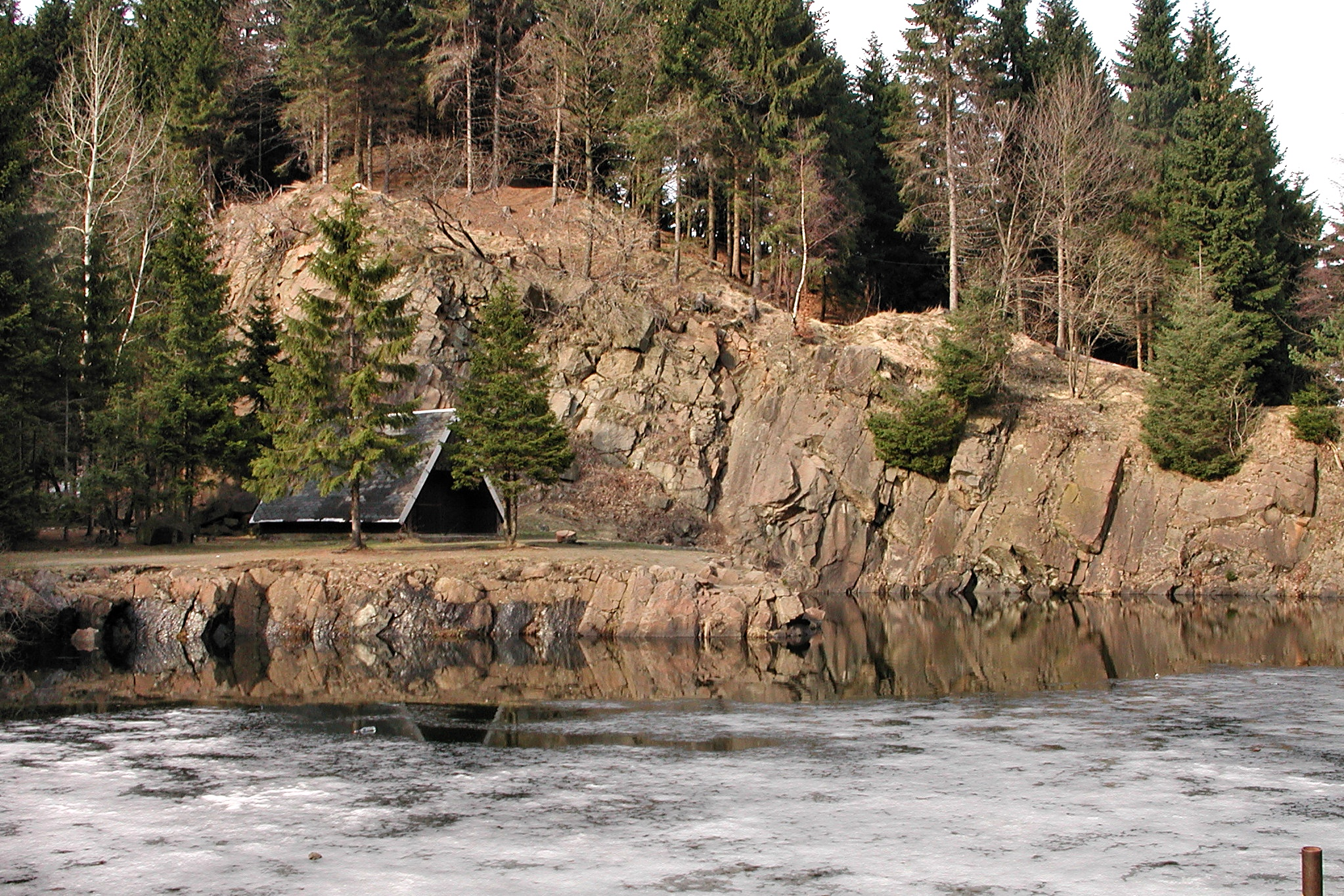
Blick auf den Bergsee Ebertswiese

Der Bergsee an der Ebertswiese stellt einen ehemaligen Steinbruch dar, dessen unterste Sohle heute mit Wasser gefüllt ist. Zwischen 1900 und 1942 wurde hier der Hühnberg-Dolerit abgebaut, ein hochwertiger Rohstoff, aus dem man Schotter-, Pflaster- und Werksteine gewann. Schon sehr lange wird das Tagebaurestloch als Badesee genutzt.
- Kammerbruch

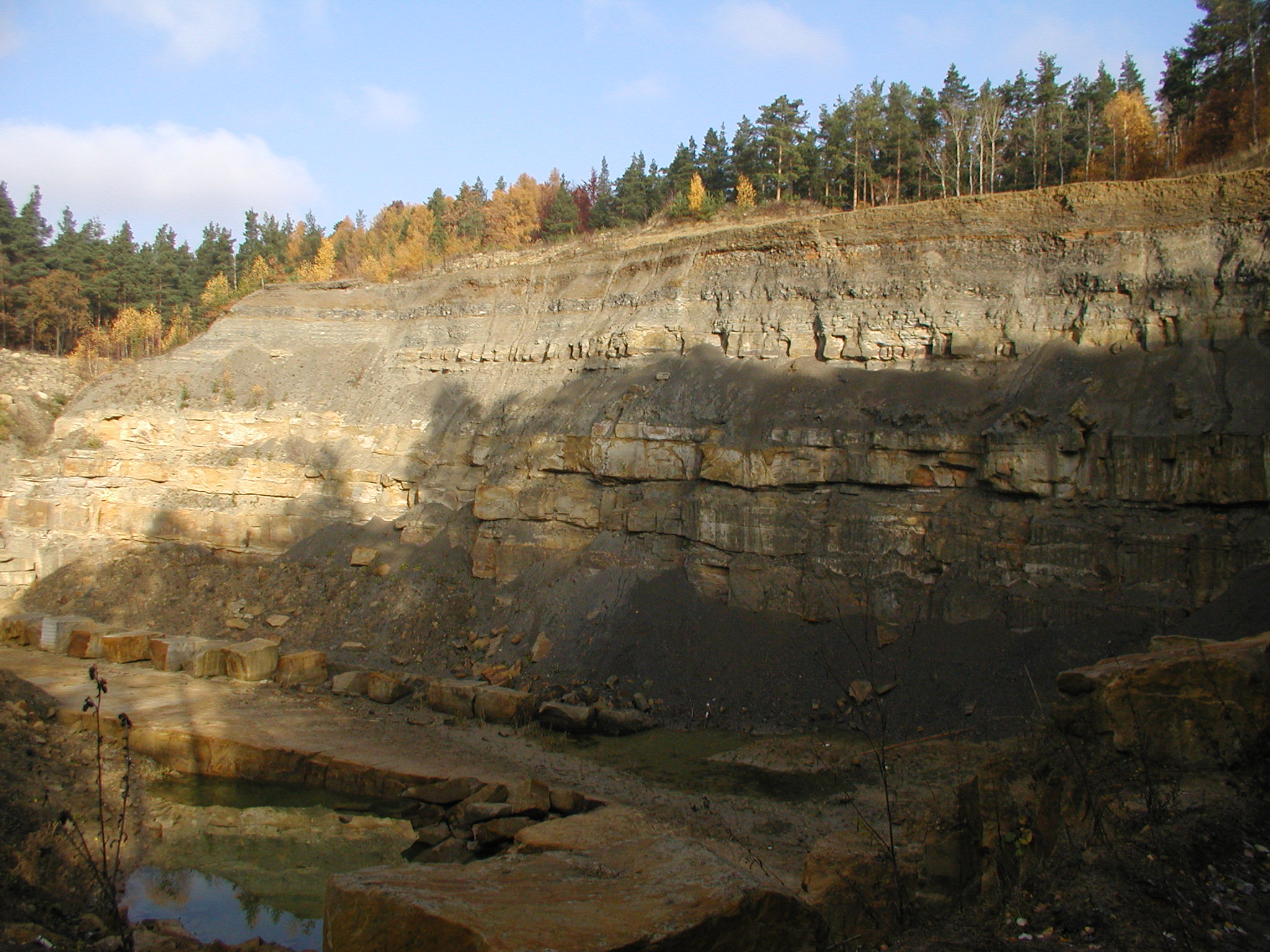
Im Kammerbruch ist die Grenze zwischen Trias und Jura sichtbar.

Über Jahrhunderte stellte der Rätsandstein des Seebergs eine wichtige Rohstoffgrundlage für die Bautätigkeit dar. Vor allem an Repräsentativbauten in Gotha, Eisenach und Erfurt ist der gelbbraune Sandstein des Seebergs verarbeitet. Der Steinbruch ist heute noch aktiv. Der Kammerbruch bietet die umfassendsten geologischen Profile des Oberen Keupers und des Lias im Thüringer Becken.
- Maternbrunnen bei Grabsleben

Der Maternbrunnen bei Grabsleben ist eine Schichtquelle, die entsteht, wenn grundwasserleitende und grundwasserstauende Gesteine im Untergrund häufig wechseln. Die Quelle diente bis in die 1980er Jahre der Trinkwasserversorgung des Ortes Grabsleben. Am Brunnen führt auch der Jakobsweg vorbei.
- Bachschwinde an der ehemaligen Pohlmühle

Mit dem Begriff Bachschwinde werden Versinkungen der Apfelstädt nahe Schwabhausen bezeichnet. Regelmäßig, besonders aber in Trockenzeiten, zieht sich das Wasser in das unterirdische Kluftsystem des Karstes zurück und tritt an anderer Stelle wieder an die Oberfläche. Dies ist ein natürlicher Vorgang.
- Badlands im Drei-Gleichen-Gebiet

Am Südhang der Wachsenburg, der Mühlburg und der Burg Gleichen sticht jedem Besucher das vegetationsarme Gelände mit seiner kräftigen rotbraunen bis graugrünen Färbung ins Auge: die sogenannten Badlands. Boden kann sich hier nur schlecht bilden und daher kann das Gebiet nicht landwirtschaftlich genutzt werden – daher der Name. Tonstein- und Steinmergelbänke werden hier an der Oberfläche aufgeschlossen.
- Kittelsthaler Tropfsteinhöhle

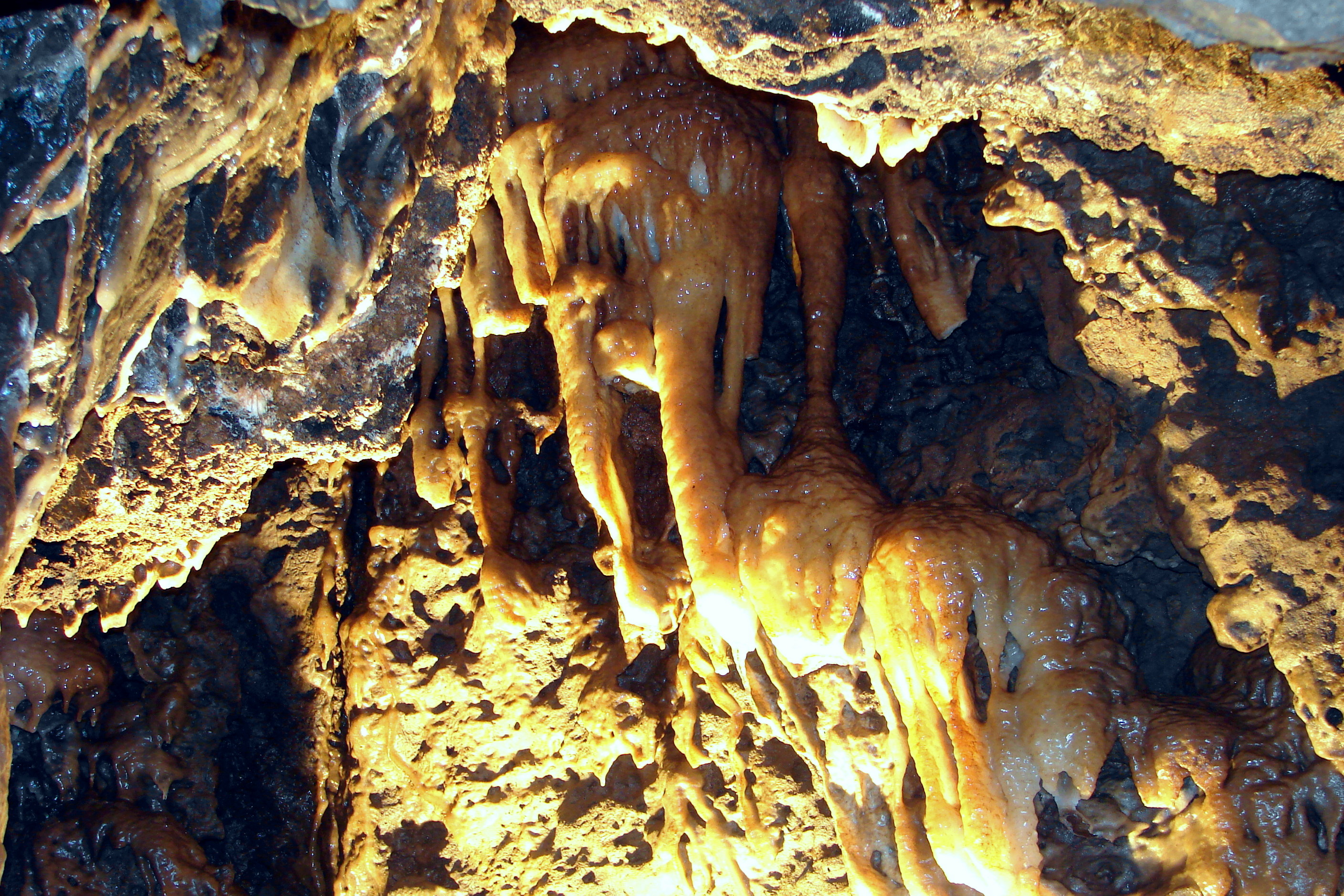
Kittelsthaler Tropfsteinhöhle

Die Kittelsthaler Tropfsteinhöhle ist eine Karsthöhle, die durch chemische Lösung von Kalkstein (hier von Zechsteinriffen) entsteht. Die Höhle ist viel jünger als das umgebende Gestein, sie entstand erst mit der Freilegung der Riffkalke vor 1,7 Millionen Jahren. Entdeckt wurde die Höhle vermutlich 1888 und seit 1919 dient sie mit Unterbrechungen als Schauhöhle.
- Hainfelsen

Der Hainfelsen ist eine natürliche Felsbildung am östlichen Steilhang der Kleinen Leina. Er besteht aus Tambacher Sandstein und dem sogenannten „Finsterberg-Konglomerat“, der sich aus verschiedenen Gesteinstrümmern zusammensetzt (Granit, Schiefer, Porphyr). Seit 1938 ist der Felsen als Naturdenkmal geschützt.
- Kieswerk Hohenkirchen

Im Eiszeitalter lagerte die Apfelstädt hier mitgeführte Kiessande aus dem Thüringer Wald ab. Damals wechselte der Flusslauf öfter und die Apfelstädt hatte noch nicht ihr heutiges Flussbett. Die Kiese bestehen vor allem aus vulkanischen Gesteinen: Rhyolith und Dazit. Das Kieswerk Hohenkirchen ist noch aktiv.
- Gerberstein

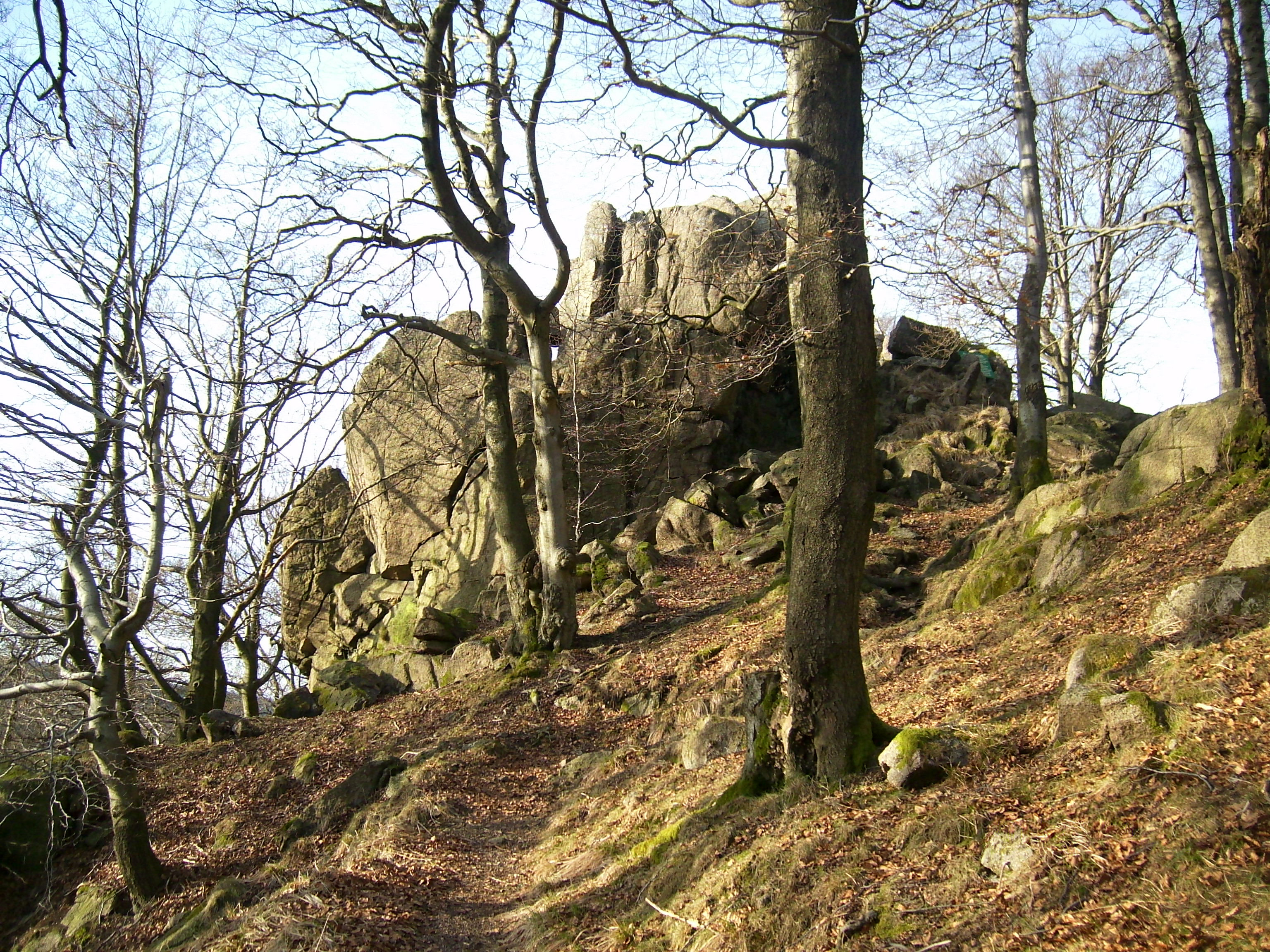
Gerberstein

Bereits 933 wurde der Gerberstein als „Gervuenstein“ urkundlich erwähnt und gilt damit als der früheste namentlich erwähnte Gipfel des Thüringer Waldes – obwohl er nur 728 m über NN misst. Der Erosionshärtling besteht aus Ruhlaer Granit. Vom Gerberstein, der schon seit 1940 aus biologischen und heimatgeschichtlichen Gründen unter Schutz steht, kann man bei gutem Wetter bis in die Rhön schauen.

## Geoinformationszentren
Insgesamt hat der Geopark Thüringen Inselsberg – Drei Gleichen acht Geoinfomartionszentren. Das erste Geoinformationszentrum entstand in der Kulturscheune in Mühlberg. Hier ist die Dauerausstellung „Thüringen vor 230 Millionen Jahren“ des Trias Verein Thüringen e. V. integriert.
Ein weiteres Geoinformationszentrum wurde im Dezember 2015 an der Friedrichrodaer Marienglashöhle eröffnet. Es zeigt die wichtigsten Gesteine und Fossilien des Geoparks, ein geologisches Modell sowie drei große Dioramen zu verschiedenen Feuchtbiotopen in Erdgeschichte und Gegenwart.

## Geopfade/Georouten
Mit den Geo-Routen wurden die Geotope zu verschieden großen Wanderungen/Radtouren zusammengefasst und thematisch geordnet. Teilweise wurden auch schon bestehende Pfade aus der Region aufgenommen.
- GeoRoute 1 – Große Haderholzroute (11 km)
- GeoRoute 2 – Panoramaroute: Mühlberg-Röhrensee (19 km)
- GeoRoute 3 – Burgenroute (Rundweg 31 km)
- GeoRoute 4 – Apfelstädt-Jacobsweg-Route (35 km)
- GeoRoute 5 – Seeberg-Route: Gotha-Seebergen-Günthersleben (32 km)
- GeoRoute 6 – Saurier-Erlebnispfad (9 km)
- GeoRoute 7 – Friedrichrodaer Bergbaupfad (7 km)
- GeoRoute 8 – Tabarzer Vulkansteig (11 km)
- GeoRoute 9 – Wanderung über die tropische Ruhlaer Insel (30 km)
- GeoRoute 10 – Naturerlebnispfad „Am Breitenberg“
- GeoRoute 11 – Thüringer Rohstoffpfad (50 km)
- GeoRoute 12 – Brotteröder Kindertour (8 km)
- GeoRoute 13 – Flusstour Leina (25 km)
- GeoRoute 14 – Kleinschmalkalder Vulkansteig (12 km)
- GeoRoute 15 – Flusstour Apfelstädt (15 km)
- GeoRoute 16 – Bergbaupfad Trusetal (22 km)
- GeoRoute 17 – Geo- und Genussweg „Vom Bier zur Bratwurst“ (16 km)
- GeoRoute 18 – Mühlsteinweg
- GeoRoute 19 – Waltershausen (in Vorbereitung)

## Mitgliedsgemeinden des GeoParks
| - Bad Liebenstein - Brotterode - Drei Gleichen - Emsetal - Günthersleben-Wechmar - Floh-Seligenthal - Friedrichroda - Georgenthal - Hohenkirchen | - Leinatal - Ruhla - Schwabhausen - Schweina - Steinbach - Tabarz - Trusetal - Amt Wachsenburg - Steinbach-Hallenberg |